# Els Tres Avets
Els Tres Avets és una muntanya de 2.052,5 m alt del límit dels termes comunals d'Estoer i Taurinyà, tots dos de la comarca del Conflent, a la Catalunya del Nord.
És a l'oest del terme d'Estoer i al sud-est del de Taurinyà. És a prop al nord-est del Ras dels Cortalets i al sud de la Socarrada.